# خان محمدخان حبیبی
خان محمدخان حبیبی از سیاستمداران ایرانی بود، که در دوره‌های  هفتم ، هشتم، نهم،  دهم و  یازدهم بعنوان نماینده سنندج در مجلس شورای ملی حضور داشت.